# Puxi

Lage von Puxi in Shanghai

Puxi (chinesisch 浦,  Pǔ – Kurzform des Huanpu-Flusses, 西,  xī – West) bezeichnet alle Stadtbezirke der Stadt Shanghai, die westlich vom Huangpu Jiang liegen. Die neu entstandene Ostseite wird Pudong genannt.
In Puxi liegt der Stadtkern Shanghais; er ist in Stadtbezirke unterteilt, die administrativ auf der Kreisebene stehen, also eigene Parlamente (Volkskongresse) und Regierungen haben.
Die bedeutendsten Stadtbezirke Puxis sind:
- Xuhui: das neue Einkaufs- und "Lifestyle"-Zentrum Shanghais. Zurzeit (2005) hat Xuhui auch die höchsten Immobilien-Preise der Stadt. Große Unternehmen wie Microsoft, IBM, HP, Google, KFC, Lufthansa und mehr residieren hier.
- Changning: "internationaler" Bezirk mit hohem Ausländeranteil. In den 90er Jahren haben sich hier viele Deutsche und Franzosen angesiedelt.
- Huangpu: Historischer Bezirk; hier ist der berühmte Bund, außerdem die Einkaufsstraße Nanjing Lu, die Regierung der Stadt Shanghai, der Volksplatz und viele populäre Clubs und Restaurants.
- Hongkou: früher ein Finanzzentrum, heute mehr bekannt für Universitäten wie die Shanghai-SIS-Universität oder die Tongji-Universität, welche die engsten Beziehungen mit deutschen Universitäten hat. Hier studieren zahlreiche deutsche Studenten.

Der ehemalige Stadtbezirk Luwan, das alte Finanzzentrum Shanghais, in dem sich viele bedeutende chinesische Schulen niedergelassen haben, wurde am 20. Mai 2011 aufgelöst und dem Stadtbezirk Huangpu angegliedert.